# L'ora di mezzo
L'ora di mezzo è il terzo album della cantante Italiana Francesca Romana Perrotta, prodotto nel 2017 da Filibusta Records, distribuito da Filibusta Records ed edito da Curci.

## Tracce
CD, Download digitale
1. Occhi di cera
2. Il grido
3. Io sono l’egoista [ft. Gianluca De Rubertis]
4. Le cose non accadono per caso
5. La torre delle ore
6. Sul filo
7. Medea
8. Maria Antonietta (Viola Maestà)
9. La stanza di dentro
10. Il sorriso di Elena
11. Il ballo dei fantasmi